# 사리
사리는 불교 용어로서, 원래는 신체 또는 석가모니나 성자의 유골을 지칭하는 용어이나, 오랜 수행을 한 스님을 화장한 결과 나오는 구슬을 이르기도 한다. 원래 산스크리트어에서 शरीर (Śarīra)는 시신을 가리키는 말이다.
불교에서는 사리를 오랜 기간 수행한 공덕의 결과물로 이해한다. 사리는 전신사리, 쇄신사리 등으로 나눌 수 있다. 전신사리란 온 몸이 사리인 것을 말하고 쇄신사리는 구슬처럼 낱알로 된 것을 말한다. 사리는 보통 절탑 속에 보관되는데 한국의 5개 절에 부처의 사리가 보관되어 있다. 이 절들을 5대 적멸보궁이라 하는데 양산의 통도사, 오대산 상원사, 설악산 봉정암, 사자산 법흥사, 태백산 정암사가 있다.
"과학적으로 보면 사리는 담석의 일종으로 식물성 단백질이 둥글게 뭉친 것이다"라는 주장이 있으나 담석을 가진 사람은 구역질, 구토, 오한, 발열등의 고통을 호소하는 것이 일반적인 현상이며, 담낭염, 담관염, 급성 담낭염등 여러 가지 합병증을 유발한다. 또 담석은 흑색, 갈색 형태를 띠나, 사리는 여러 가지 색깔의 결정 형태를 띤다.
일부 불교계에서는 반드시 오랜 기간 수행하고 그로 인해 공덕이 쌓여야만 그 증거로 사리가 나온다고 주장한다. 그러나 불교도도 아니며 수행을 하지도 않은 할머니의 몸에서 화장 후 사리가 나온 경우도 있다.
사리의 형성은 아직 그 원인이 정확히 밝혀진 바가 없다.

대한민국에서 사리를 과학적으로 분석한 적이 한 번 있다. 인하대의 임형빈 박사가 사리 1과(顆)를 분석하여 아래와 같은 결과를 발표한 것이다.
"지름 0.5센티미터 정도의 팥알 크기 사리에서 방사성 원소인 프로트악티늄(Pa), 리튬(Li)을 비롯하여 티타튬, 나트륨, 크롬, 마그네슘, 칼슘, 인산, 산화알루미늄, 불소, 산화규소 등 12종이 검출되었다. 사리의 성분이 일반적으로 뼈 성분과 비슷했으나 프로트악티늄, 리튬, 티타늄 등이 들어있는 것이 큰 특징으로 사리의 굳기 즉 경도는 1만5000파운드의 압력에서 부서져 1만2000천 파운드에서 부서지는 강철보다도 단단했다. 특히 결석의 주성분은 칼슘, 망간, 철, 인 등으로 되어 있는데다가 고열에 불타 없어지며 경도도 사리처럼 높지 않아 사리는 결석이 아니다."
하지만 단 하나의 사리만 분석하여 모든 사리가 이렇다고 단정할 수는 없다.
사리는 순수물질을 통과해야하며 (예전에는 삼베를 사용하였음) 3일간 물에 녹지않고 뜨지 않아야하며 3일간의 햋빛에 보존 가능했을때 비로소 사리라고 한다.

## 사리의 모습

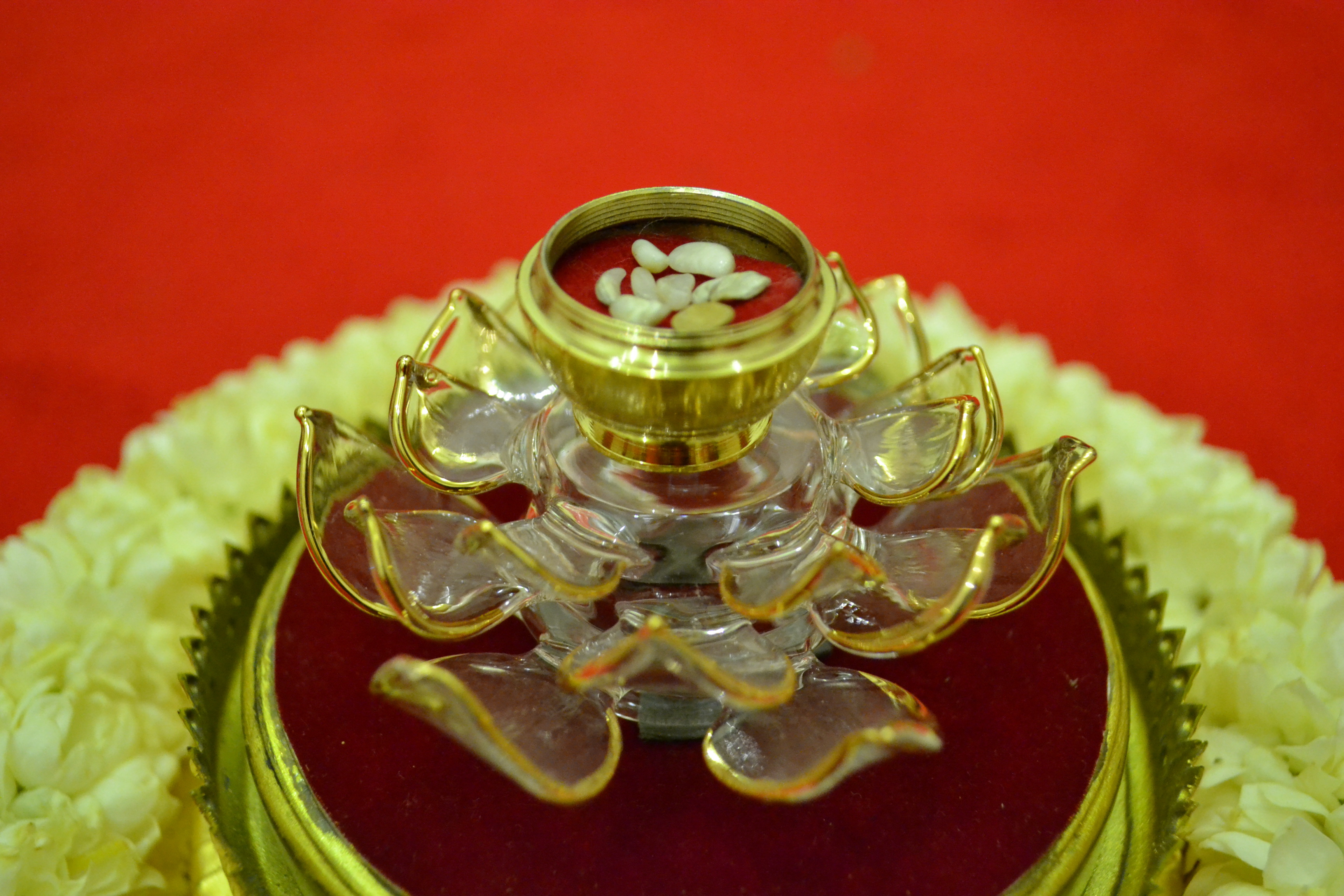
태국에 있는 진신사리(뼈)의 모습
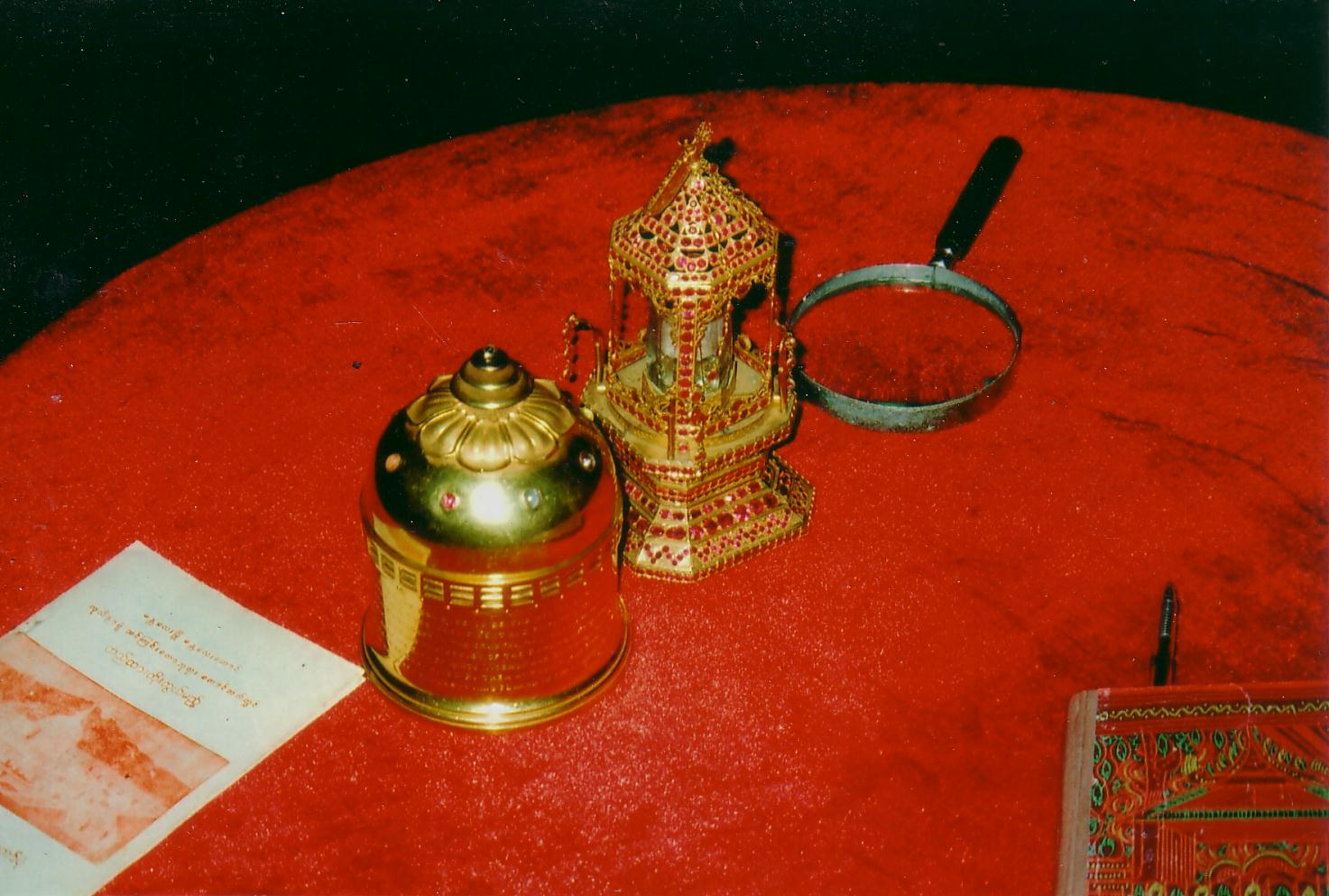
파키스탄에 있던 사리함의 모습 (현재는 버마에 있음)
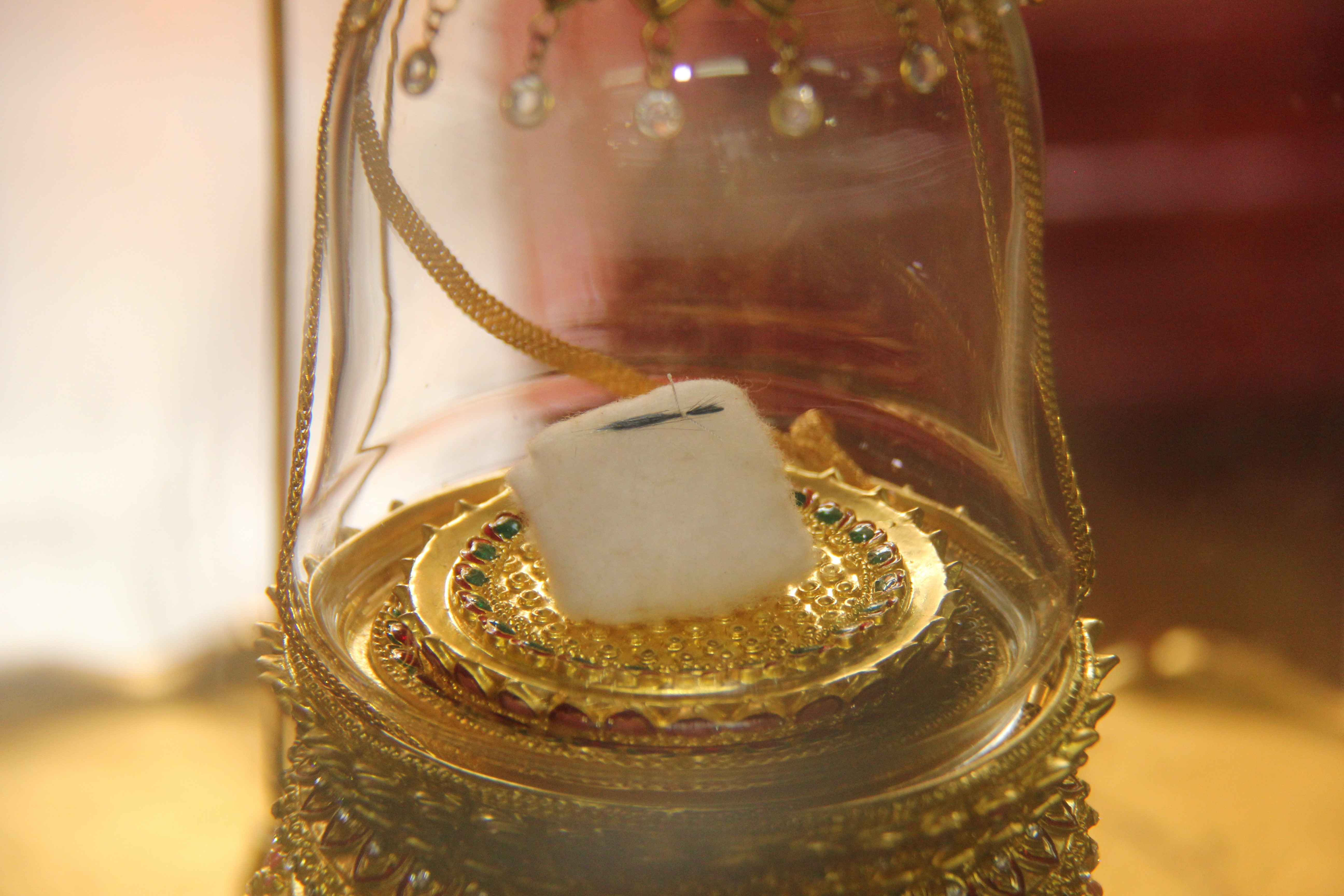
스리랑카 콜롬보의 사찰에 있는 진신사리(머리카락)의 모습
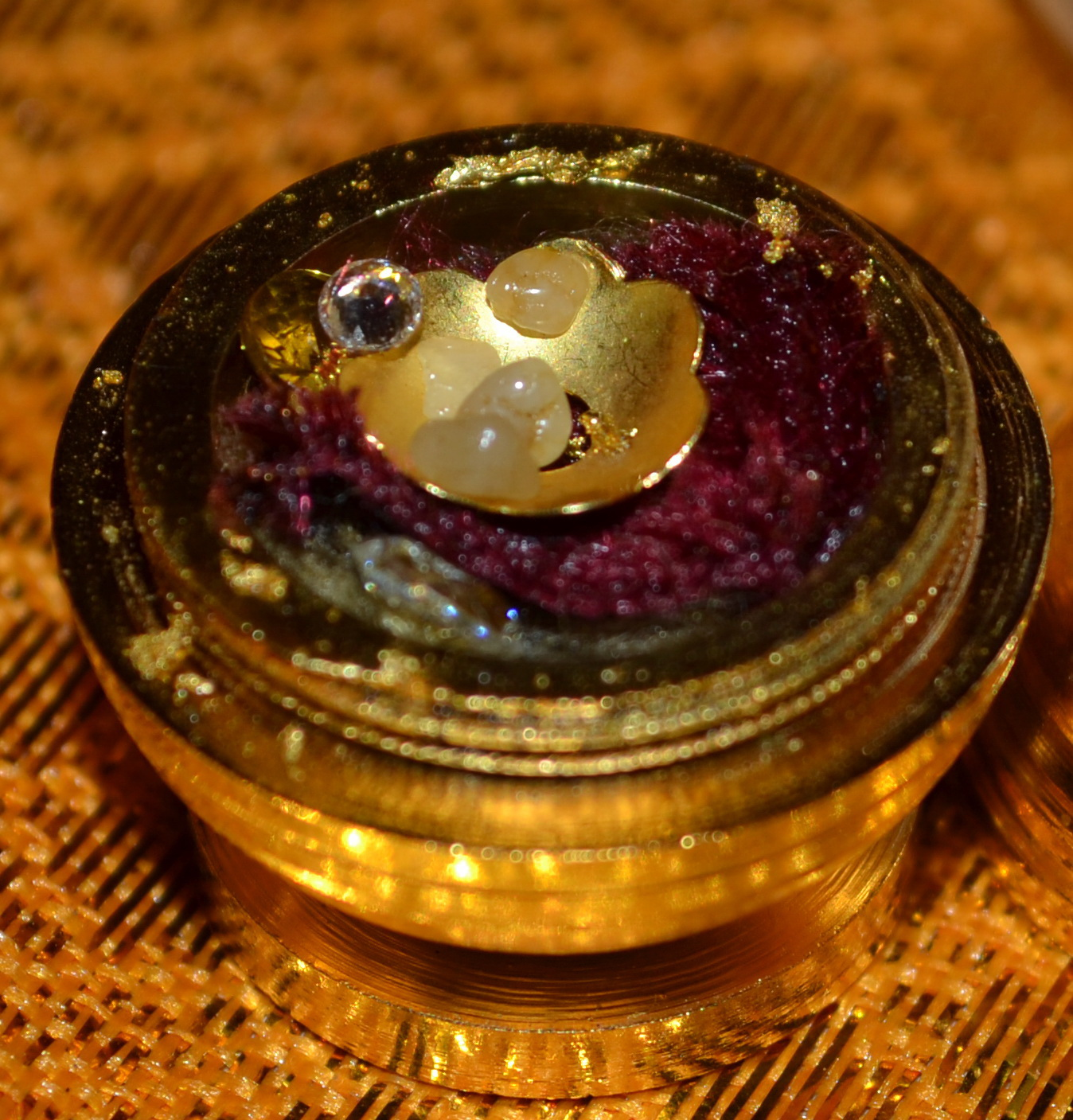
버마의 불교지도자가 가지고 있던 진신사리의 모습
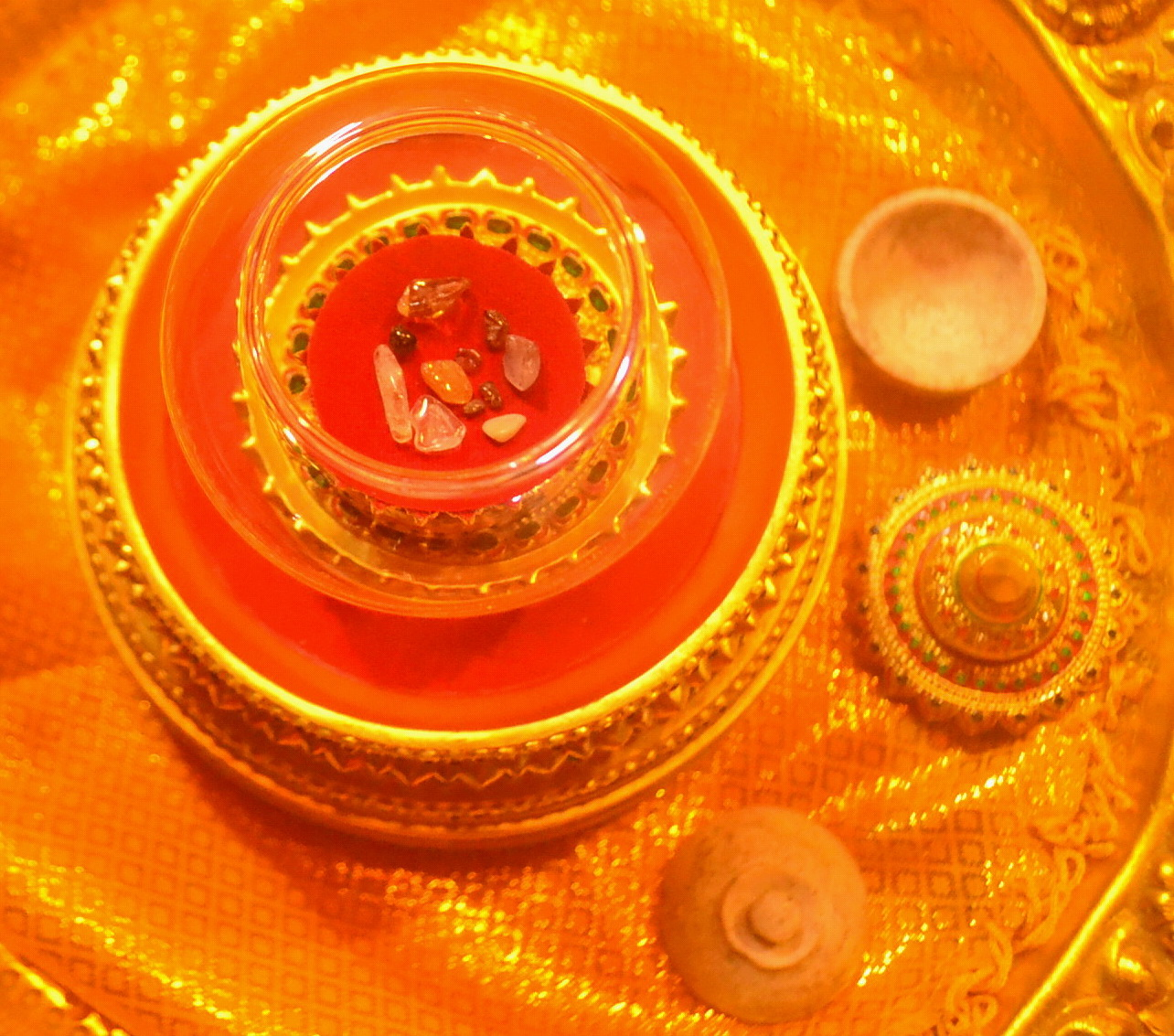
인도의 진신사리

## 참조
1. ↑  [과학을 읽다]①'사리(舍利)'의 비밀, 2018.05.23, 아시아 경제, http://www.asiae.co.kr/news/view.htm?idxno=2018052116024513335
2. ↑  스님의 사리, 과학적 증명 가능할까?, 2010-05-17, 한겨레, http://www.hani.co.kr/arti/science/science_general/421128.html
3. ↑  과학이 설명하는 사리, 2005.05.30, 대한민국 정책 브리핑, http://www.korea.kr/policy/mainView.do?newsId=75084281
4. ↑  [과학을 읽다]②'사리(舍利)'의 비밀, 2018.05.23, 아시아 경제, http://www.asiae.co.kr/news/view.htm?idxno=2018052116101375932